# Fabriano
Fabriano ist eine Stadt der italienischen Provinz Ancona, Marken. Die 325 m. ü. NN gelegene Stadt hat 28.791 Einwohner (Stand 31. Dezember 2023) und eine Fläche von 269,61 km². Fabriano ist Sitz des Bischofs von Fabriano-Matelica.

## Geographie
Die Stadt ist Mitgliedsgemeinde der Comunità Montana dell'Esino Frasassi und des Parco Gola della Rossa e di Frasassi.
Besonders zahlreich sind die Ortsteile (località e frazioni): Albacina, Argignano, Attiggio, Bassano, Bastia, Belvedere, Borgo Tufico, Ca’ Maiano, Cacciano, Campodiegoli, Campodonico, Cancelli, Cantia, Castelletta, Ciaramella, Coccore, Collamato, Collegiglioni, Collepaganello, Cortina San Venanzio, Cupo, Grotte, Marischio, Melano, Molinaccio, Montefiascone, Morentella, Moscano, Nebbiano, Paterno, Pecorile, Poggio San Romualdo, Precicchie, Rocchetta, Rucce, San Donato, San Giovanni, San Michele, Sant’Elia, Serradica, Trocchetti, Valgiubola, Vallemontagnana, Valleremita, Vallina, Varano, Viacce, Vigne. Der niedrigste Punkt des Gemeindegebiets liegt bei 164 m, der höchste bei 1410 m.
Die Nachbargemeinden sind Cerreto d’Esi, Costacciaro (PG), Esanatoglia (MC), Fiuminata (MC), Fossato di Vico (PG), Genga, Gualdo Tadino (PG), Matelica (MC), Nocera Umbra (PG), Poggio San Vicino (MC), Sassoferrato, Serra San Quirico und Sigillo (PG).

## Geschichte
In Fabriano, damals zum Kirchenstaat gehörig, wurde 1276 die erste Papiermühle auf europäischem Boden gegründet.
Nach dem Kriegseintritt Italiens im Juni 1940 errichtete das faschistische Regime in Fabriano ein Internierungslager (campo di concentramento). Es befand sich im Collegio Gentile, einem Ordenshaus in der Via Cavour. Die Insassen gehörten zwei Kategorien an: zunächst nur „gefährliche Italiener“, später zunehmend „Ex-Jugoslawen“. Zwischen dem 25. Juli und dem 8. September 1943 verließen die meisten Internierten das Lager, das während der R.S.I. jedoch wieder eröffnet wurde. Am 19. Februar 1944 wurden 120 Insassen den deutschen Besatzungstruppen übergeben und von diesen ins Lager Calvari di Chiavari verlegt.

## Sehenswürdigkeiten
Sehenswert sind die Pinakothek und das Papier- und Filigran-Museum.

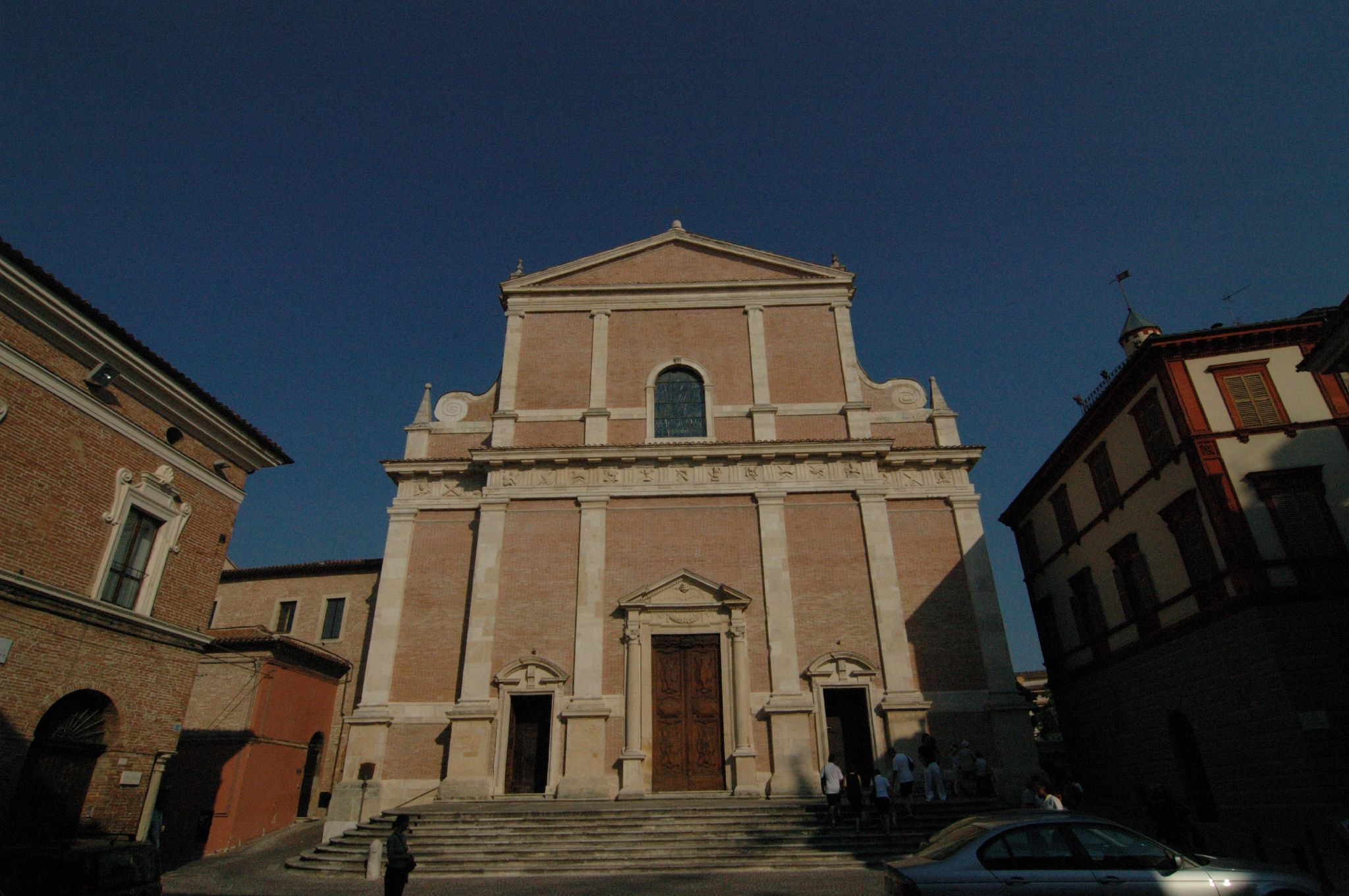
Die Kathedrale San Venanzio
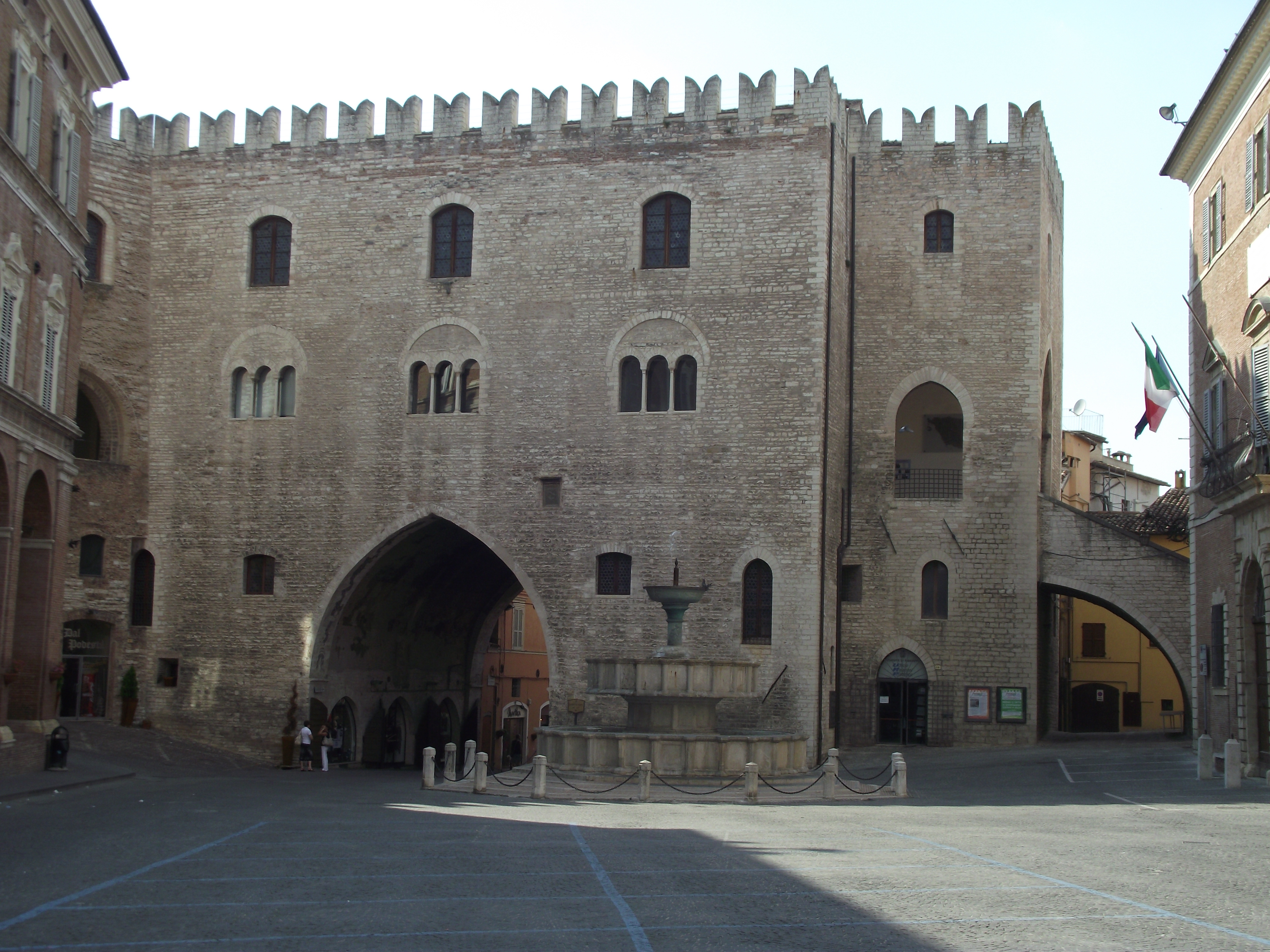
Palazzo del Podestà
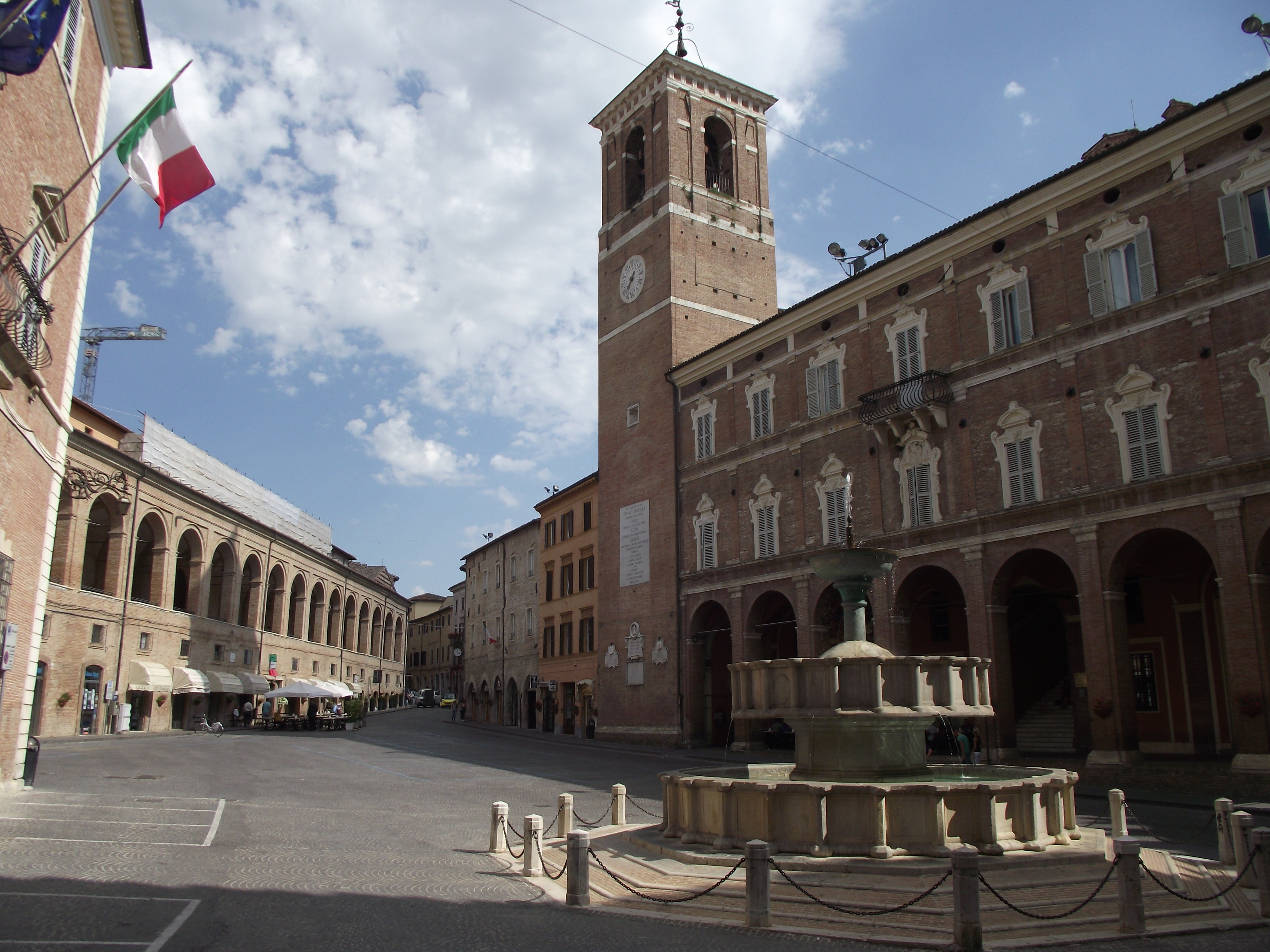
Palazzo Vescovile (Bischofspalast)
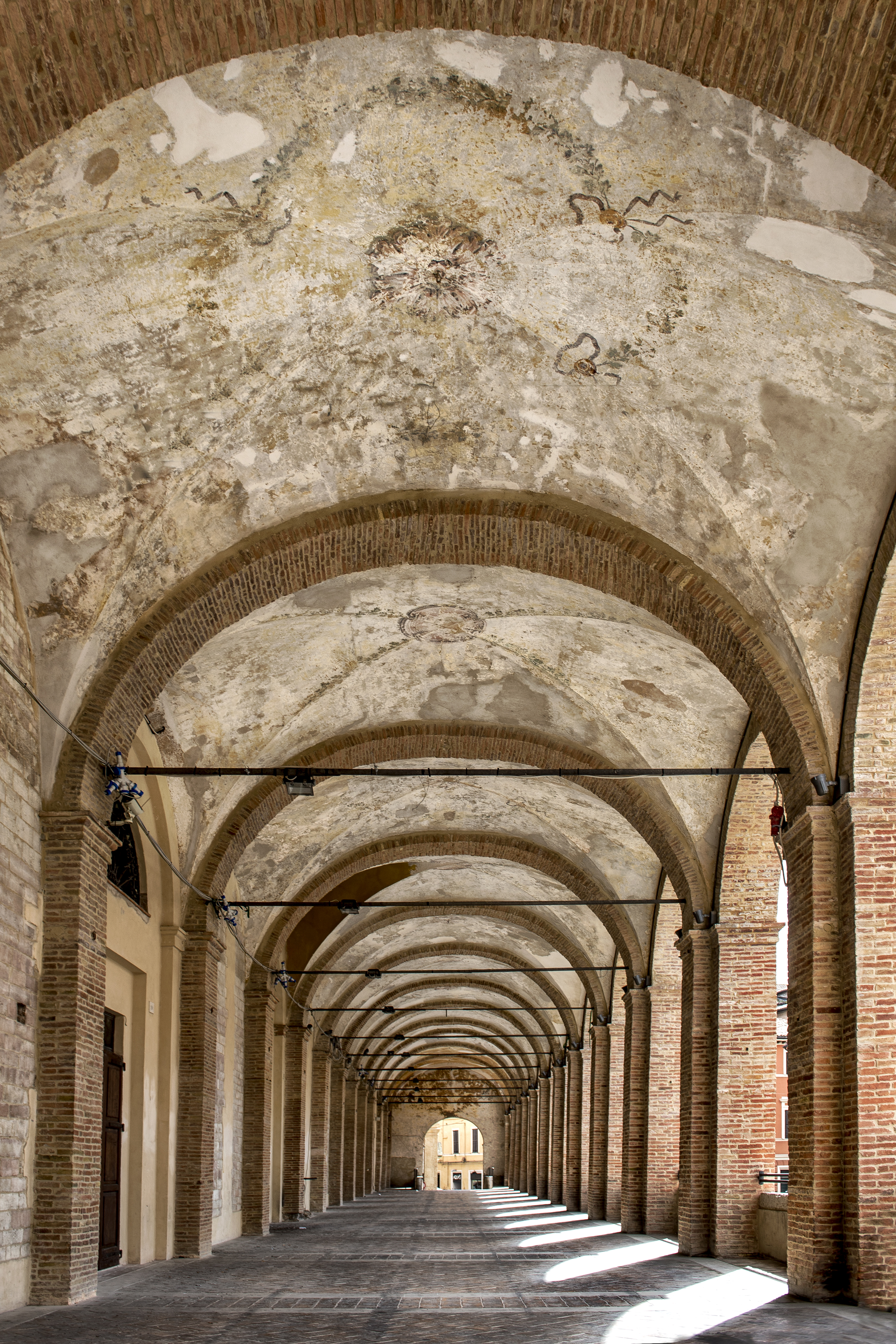
Loggiato San Francesco
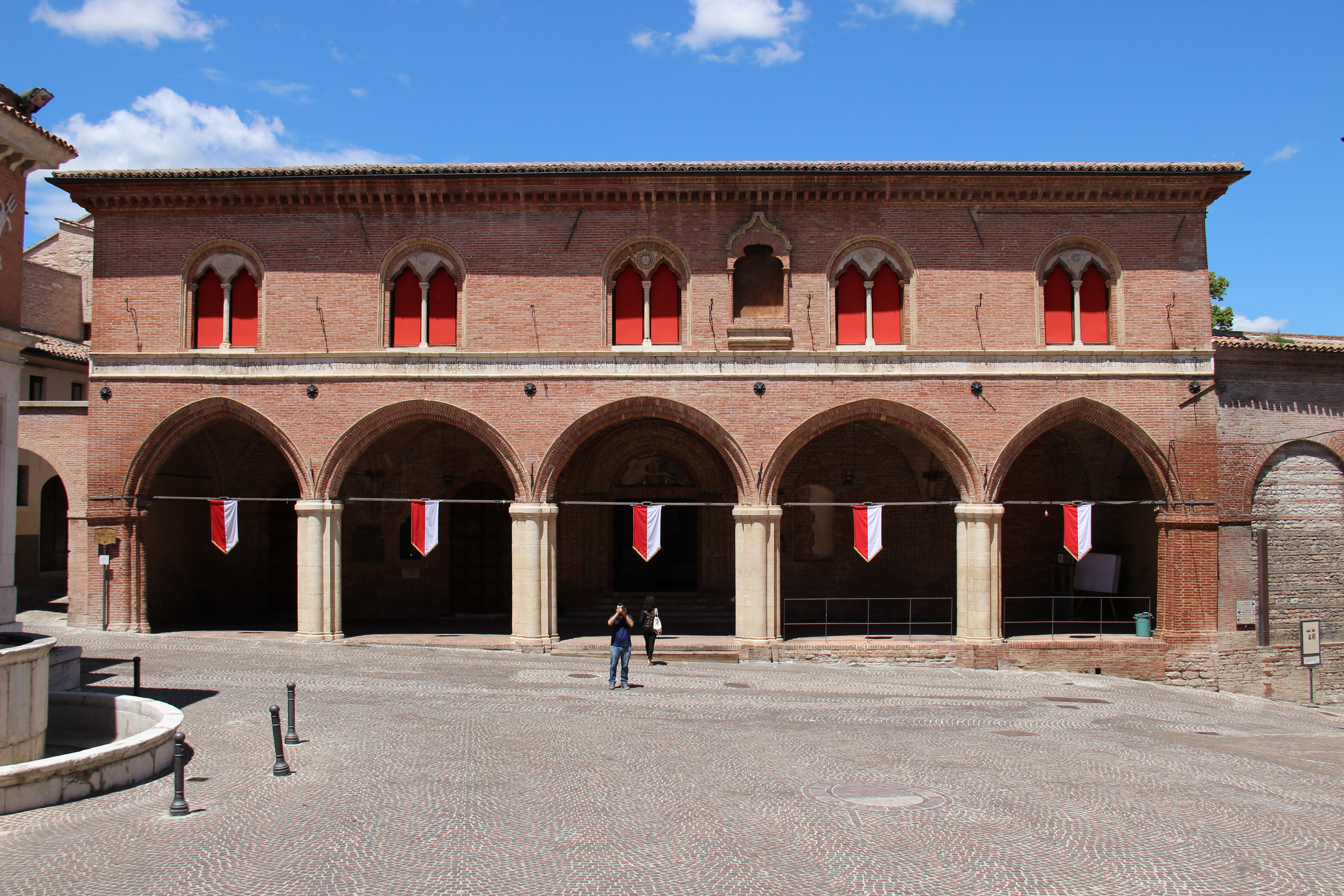
Die Pinakothek „Bruno Molajoli“
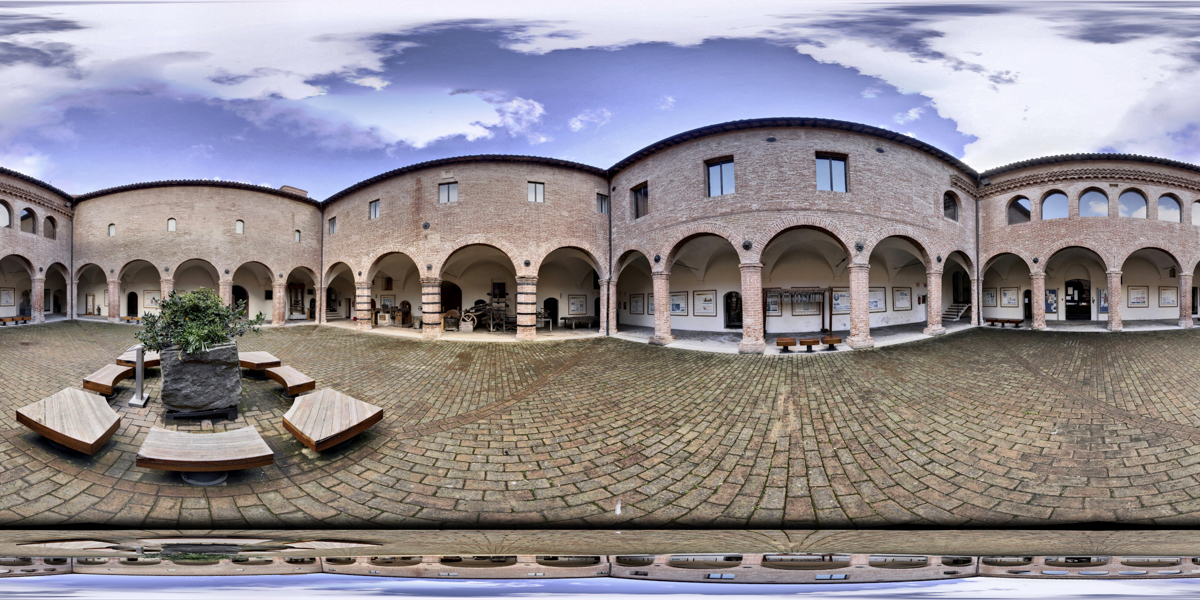
Museo della carta e della filigrana
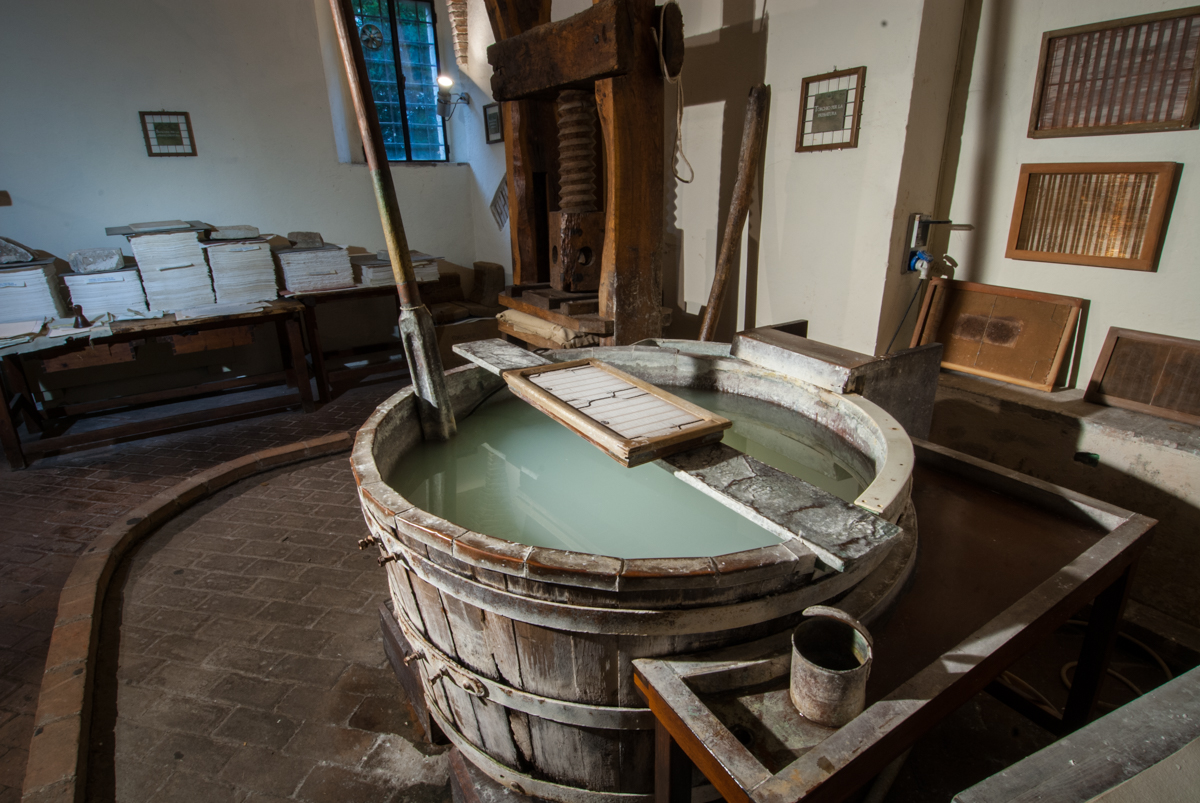
Im Museum

## Wirtschaft
Fabriano ist eines der ältesten Zentren der Papierherstellung in Europa (seit der Mitte des 13. Jahrhunderts) und heute noch Sitz bedeutender Papierfabriken.
Auf dem Gemeindegebiet liegen zugelassene Rebflächen zur Erzeugung des bekannten Weißweins Verdicchio di Matelica.

## Persönlichkeiten
- Gentile da Fabriano (≈1370/85–1427), Maler der Frührenaissance
- Johannes Baptist Righi (1469–1539), Einsiedler
- Francesco Stelluti (1577–1652), Naturforscher
- Francesco Fabi Altini (1830–1906), Bildhauer des Neoklassizismus
- Giovanni Maria Zonghi (1847–1941), Erzbischof, Präsident der Päpstlichen Diplomatenakademie
- Giuseppe Mazzoli (1886–1945), Erzbischof und Diplomat
- Bernardo Regno (1886–1977), römisch-katholischer Ordensgeistlicher, Bischof von Kandy
- Ottavio Abbati (1897–1951), Antifaschist und Publizist
- Venantino Venantini (1930–2018), Schauspieler
- Primo Zamparini (1939–2024), Boxer, Silbermedaillengewinner im Bantamgewicht 1960
- Elisabetta Fazzini (* 1944), emeritierte Professorin für germanische Philologie
- Giovanni Ceccarelli (* 1967), Jazzmusiker
- Eva Mei (* 1967), Sopranistin
- Luca Riccitelli (* 1971), Automobilrennfahrer